# DJ Seinfeld
Pour les articles homonymes, voir Seinfeld (homonymie).
DJ Seinfeld, de son vrai nom Armand Jakobsson,, est un musicien et producteur suédois de musique électronique.
Originaire de Malmö et résident à Barcelone, il est généralement classé dans le style « lo-fi house » avec l'usage régulier de bandes originales de films ou de séries, d'emprunts à l'acid house et à la deep house, ainsi que d'effets de distorsion.
Il utilise aussi les noms de scène Birds Of Sweden et Rimbaudian,.

## Discographie
- Season 1 EP (EP, 2016)
- Sunrise (EP, 2017)
- Time Spent Away From U (album, 2017)
- DJ-Kicks: DJ Seinfeld (compilation DJ-Kicks, 2018)
- Parallax (EP, 2019)